# Duomo di Crespano del Grappa
Il duomo di Crespano del Grappa, o chiesa dei santi Marco e Pancrazio, è la parrocchiale di Crespano del Grappa, frazione-capoluogo del comune sparso di Pieve del Grappa, in provincia di Treviso e diocesi di Padova; fa parte del vicariato di Crespano del Grappa.

## Storia

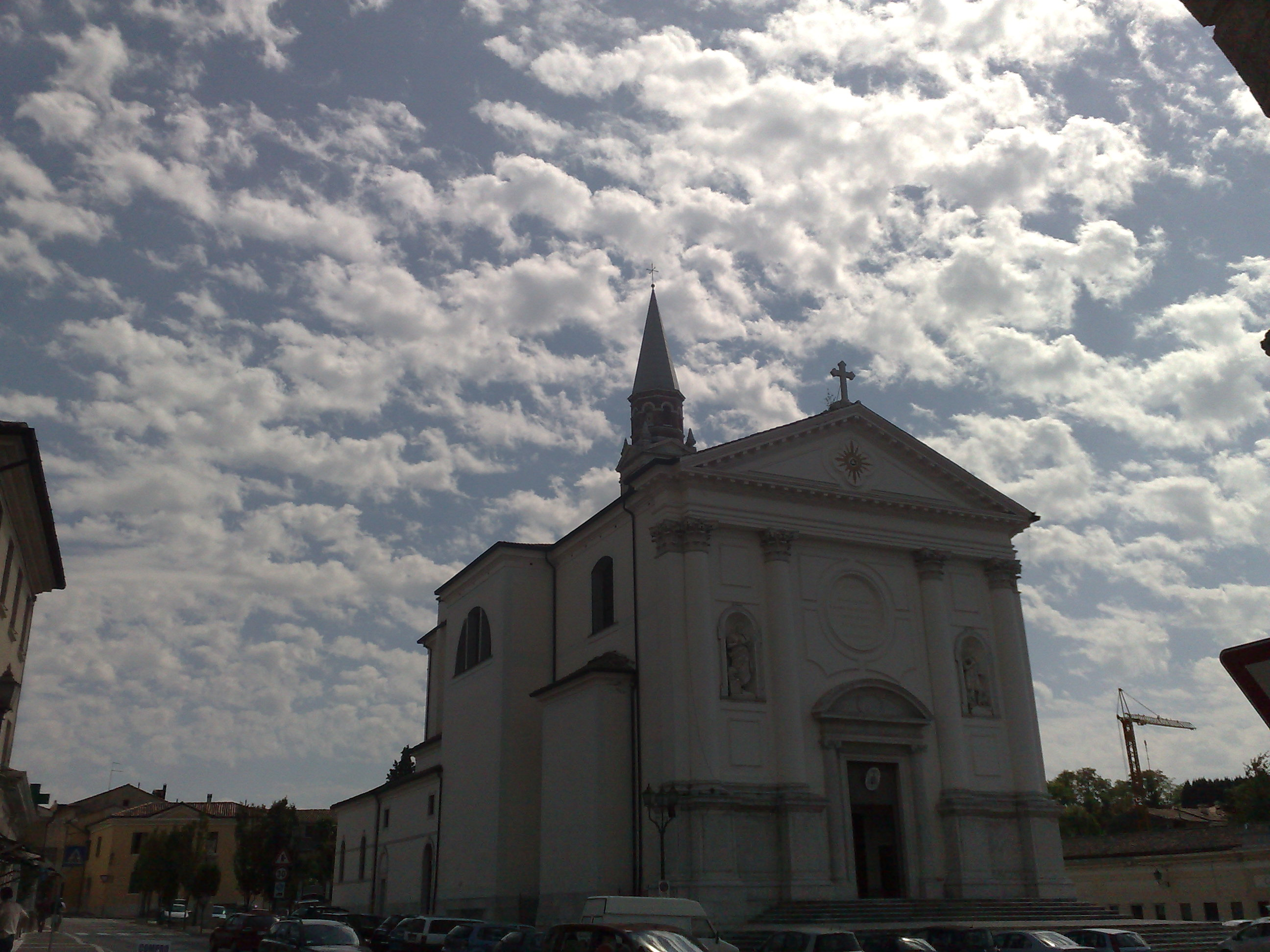
Altra veduta del Duomo

Il primo documento in cui si nomina la chiesa di Crespano, dipendente dalla pieve di Sant'Eulalia, risale al 1297. 
Si sa che nell'agosto del 1488 la parrocchia dei Crespano inglobò anche la chiesetta di San Paolo quivi situata, precedentemente facente parte della diocesi di Treviso. Il mese successivo il vescovo Pietro Barozzi trovò che le due chiese, la parrocchiale di San Marco e la comparrocchiale (oggi cimiteriale) di San Pancrazio avevano un solo parroco e che la prima rischiava di crollare e aveva il fonte battesimale privo d'acqua e che la seconda aveva i tre altari in precarie condizioni.
Dalla relazione della visita del 1519, si evince, invece, che la situazione fosse, nel frattempo, migliorata: la parrocchiale era stata, infatti, ristrutturata.
L'attuale duomo, dal doppio titolo di San Marco e San Pancrazio, fu iniziato nel 1735, aperto al culto nel 1762 e consacrato nel 1766.
La parrocchiale di Crespano ricevette nel 1907 il titolo di arcipretale e, tre anni dopo, fu edificato l'attuale campanile. Nel 1928 il coro venne prolungato per far posto all'organo, che fu oggetto di un restauro nel 1998. Infine, nel 2002 il duomo venne ristrutturato.